# Пассера, Коррадо
Коррадо Пассера (итал. Corrado Passera) (родился 30 декабря 1954, Комо) — итальянский менеджер и банкир, руководитель банковской группы Intesa Sanpaolo. С ноября 2011 до апреля 2013 министр экономического развития, инфраструктуры и транспорта Италии в правительстве Марио Монти.

## Карьера
Пассера начал свою карьеру в консалтинговой компании McKinsey & Company, где проработал пять лет. Позже был генеральным менеджером в компании, входящей в холдинг Карло де Бенедетти (итал. Carlo De Benedetti). В 1991 году он стал генеральным менеджером крупного издательства «Арнольдо Мондадори Эдиторе» (итал. Arnoldo Mondadori Editore), а впоследствии менеджером медиаконгломерата «Группо Эдиториале Л’Эспрессо» (итал. Gruppo Editoriale L'Espresso).
Пассера был соуправляющим директором Olivetti с сентября 1992 по июль 1996 года.
В 1996 году он был назначен управляющим директором и генеральным директором Banco Ambrosiano Veneto, где он провёл первую крупную сделку консолидации банка с Cariplo, одним из крупнейших банков Италии.
В 1998 году он получил предложение стать управляющим директором итальянской почтовой системы — Poste Italiane. Под его руководством итальянская почта была реорганизована, её эффективность повысилась; почта стала предоставлять услуги через BancoPosta. В 2002 году компания получила прибыль.
В 2002 году Коррадо Пассеру пригласили стать управляющим директором Banca Intesa. В своей новой должности Пассера составил бизнес-план, который включал основные стратегические цели, такие как восстановление работоспособности, реорганизация бизнеса, снижение издержек, реструктуризация продукции и возрождение имиджа банка. Когда этот процесс был завершён в 2005 году, Banca Intesa был одним из самых прибыльных банков Италии и неплохо выглядел на международном рынке.
В 2006 году Пассера был одним из главных сторонников процесса, который в конечном счёте привел к слиянию Banca Intesa и Sanpaolo IMI, и последующее создание Intesa Sanpaolo.
В 2008 году в качестве советника Пассера принимал участие в спасении национального итальянского авиаперевозчика Alitalia совместно с группой предпринимателей «Compagnia Aerea Italiana» (CAI), возглавляемых Роберто Коланинно и Рокко Сабелли. К этому моменту Alitalia уже несколько лет находилась в кризисе и в августе 2008 года объявила о банкротстве. В ноябре 2008 года правительство Италии одобрило продажу Alitalia, предполагалось, что её купит альянс Air France-KLM. CAI выкупила акции компании за 1,052 млрд евро. В результате Alitalia объединилась с авиакомпанией Air One. На данный момент (осень 2012 года) компании CAI принадлежит 75 % акций, а альянс Air France-KLM имеет 25 %, которые он приобрёл в 2010 году.
Пассера является членом совета директоров университета Боккони и Фонда театра Ла Скала.

### Министр в правительстве Монти
16 ноября 2011 года Пассера покинул пост управляющего директора группы Intesa Sanpaolo, чтобы стать министром экономического развития, инфраструктуры и транспорта Италии.

## Награды
- 1 июня 2006 года президент Итальянской республики Джорджо Наполитано наградил Пассеру орденом «За заслуги в труде».[6]
- Орден «За заслуги перед Итальянской Республикой» (27 декабря 2005)